# Geometrisk optik

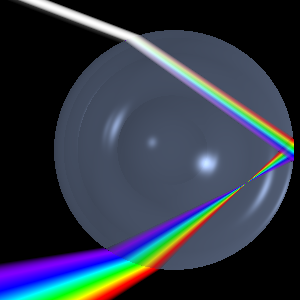
Mekanismer som orsaker regnbågen ligger inom geometrisk optik: refraktion, reflektion, materialdispersion.

Geometrisk optik, även kallad strålgångsoptik, är studiet av egenskaper hos ljus i form av raka strålar. Det görs med enkla geometriska modeller, därav namnet. Vanligtvis färdas ljuset inte enbart i form av raka strålar och det vet vi bland annat genom fenomen som diffraktion. Det är dock en rimlig approximation när ljuset passerar genom stora öppningar, där öppningens storlek, d, är mycket större än våglängden, {\displaystyle \lambda }, det vill säga d>>{\displaystyle \lambda }. Inom geometrisk optik ignorerar man alltså fenomenet med att ljus böjs på grund av diffraktion. Det kan kännas ganska naturligt: en klar och solig dag kastar objekt skarpa skuggor, och på morgonen kan man se att ljus färdas i linjer mellan träden.